# 橋本泰宏
橋本 泰宏（はしもと やすひろ、1964年〈昭和39年〉5月15日 - ）は、日本の厚生・厚生労働官僚。

## 来歴
広島県出身。1986年（昭和61年）10月、国家公務員採用1種試験（法律）に合格し、1987年（昭和62年）3月、東京大学法学部を卒業。同年4月、厚生省に入省し、厚生省大臣官房人事課に配属。
厚生省大臣官房総務課課長補佐、児童家庭局保育課課長補佐、児童家庭局企画課課長補佐、雇用均等・児童家庭局総務課長補佐、厚生労働省大臣官房総務課企画官、厚生労働省大臣官房総務課企画官、年金局事業管理課長、雇用均等・児童家庭局保育課長、厚生労働省大臣官房会計課長、厚生労働省大臣官房審議官などを歴任。途中、相模原市、三重県などに出向し、相模原市企画部企画調整課副主幹、三重県健康福祉部国保・高齢対策課長、財務省大臣官房企画官、社会保険庁総務部総務課企画室長などを務めた。
2018年（平成30年）7月31日、社会・援護局障害保健福祉部長に就任。
2020年（令和2年）8月17日、社会・援護局長に就任。2021年（令和3年）1月26日、自治体向けに重点施策などを説明する目的で投稿された動画内で、未経験の他業種の人を対象に初任者研修などを修了することで最大20万円を支給し、2年間働けば返済を全額免除する新たな制度の導入を全国の担当者らに要請し、関係団体や労働部局などとも連携して事業を着実に展開していくよう呼びかけた。
2021年（令和3年）9月14日、子ども家庭局長に就任。
2022年（令和4年）6月28日、年金局長に就任。
2024年（令和6年）7月5日、内閣官房内閣審議官（内閣官房副長官補付）兼内閣官房「昭和100年」関連施策推進室長に就任。

## 年譜
- 1986年（昭和61年）10月 - 国家公務員採用1種試験（法律）に合格[1]
- 1987年（昭和62年）
  - 3月 - 東京大学法学部を卒業[1]
  - 4月 - 厚生省大臣官房人事課[1]
  - 4月 - 厚生省保険局医療課[1]
- 1989年（平成元年）4月 - 厚生省大臣官房政策課[1]
- 1990年（平成2年）4月 - 相模原市企画部企画調整課副主幹[1]
- 1992年（平成4年）
  - 4月 - 厚生省健康政策局指導課[1]
  - 7月 - 厚生省健康政策局総務課[1]
- 1994年（平成6年）7月 - 厚生省大臣官房総務課課長補佐[1]
- 1997年（平成9年）4月 - 三重県健康福祉局障害福祉課長[1]
- 1998年（平成10年）4月 - 三重県健康福祉部障害保健福祉課長[1]
- 1999年（平成11年）4月 - 三重県健康福祉部国保・高齢対策課長[1]
- 2000年（平成12年）
  - 4月 - 厚生省児童家庭局保育課課長補佐[1]
  - 7月 - 厚生省児童家庭局企画課課長補佐[1]
- 2001年（平成13年）1月 - 厚生労働省雇用均等・児童家庭局総務課長補佐[1]
- 2002年（平成14年）
  - 8月 - 厚生労働省大臣官房総務課企画官[1]
  - 8月 -（併）厚生労働省大臣官房人事課[1]
- 2004年（平成16年）
  - 8月 - 厚生労働省大臣官房総務課企画官[1]
  - 8月 -（併）年金局[1]
- 2006年（平成18年）
  - 7月 - 財務省大臣官房企画官[1]
  - 7月 -（併）国税庁徴収部徴収課[1]
- 2008年（平成20年）7月 - 社会保険庁総務部総務課企画室長[1]
- 2010年（平成22年）1月 - 厚生労働省年金局事業管理課長[1]
- 2011年（平成23年）
  - 3月 - 厚生労働省大臣官房付（統括調整官）[1]
  - 7月 - 厚生労働省雇用均等・児童家庭局保育課長[1]
- 2014年（平成26年）7月 - 厚生労働省大臣官房会計課長[1]
- 2016年（平成28年）6月 - 厚生労働省大臣官房審議官（健康・生活衛生担当）[1]
- 2017年（平成29年）
  - 4月 -（命）厚生労働省大臣官房審議官（アルコール健康障害対策担当）[1]
  - 7月 - 厚生労働省大臣官房審議官（援護・人道調査、医薬品等産業振興担当）[1]
- 2018年（平成30年）7月 - 社会・援護局障害保健福祉部長[6]
- 2020年（令和2年）8月 - 社会・援護局長[5]
- 2021年（令和3年）
  - 6月 - 厚生労働省大臣官房審議官（社会、援護、人道調査、福祉連携担当）事務取扱[8]
  - 9月 - 子ども家庭局長[4]
- 2022年（令和4年）6月 - 年金局長[3]
- 2024年（令和6年）7月 - 内閣官房内閣審議官（内閣官房副長官補付）兼内閣官房「昭和100年」関連施策推進室長[2]